# William S. Holabird
William S. Holabird (* um 1794 in Winsted, Litchfield County, Connecticut; † 20. Mai 1855 in Winchester, Connecticut) war ein US-amerikanischer Jurist und Politiker. Zwischen 1842 und 1844 war er Vizegouverneur des Bundesstaates Connecticut.

## Werdegang
Über die Jugend und Schulausbildung von William Holabird ist nichts überliefert. Er muss aber Jura studiert haben, weil er später juristisch tätig war. Politisch schloss er sich der von Präsident Andrew Jackson gegründeten Demokratischen Partei an. Anfang der 1830er Jahre kandidierte er zwei Mal erfolglos für den Kongress. Zwischen 1834 und 1841 war er Bundesstaatsanwalt für den Distrikt von Connecticut. In dieser Eigenschaft war er einer der Ankläger im Amistad-Prozess. Im darauf basierenden Kinofilm Amistad aus dem Jahr 1997 wird Holabird von dem Schauspieler Pete Postlethwaite verkörpert.
Im Jahr 1842 wurde Holabird an der Seite von Chauncey F. Cleveland zum Vizegouverneur von Connecticut gewählt. Dieses Amt bekleidete er zwischen 1842 und 1844. Dabei war er Stellvertreter des Gouverneurs und Vorsitzender des Staatssenats. Nach dem Ende seiner Zeit als Vizegouverneur ist er politisch nicht mehr in Erscheinung getreten. Er starb am 20. Mai 1855 in Winchester.